# شهرستان میلز (تگزاس)
شهرستان میلز، تگزاس (به انگلیسی: Mills County, Texas) یک سکونتگاه مسکونی در ایالات متحده آمریکا است که در تگزاس واقع شده‌است.

## خصوصیات
شهرستان میلز ۱٬۹۴۲٫۵ کیلومترمربع مساحت دارد.